# さんプラザ
さんプラザ（SAN PLAZA）は、神戸市中央区三宮町にある複合商業施設である。

## 概要
三宮センター街に面しており、東には神戸マルイがある。西にはセンタープラザが隣接してつながっている。
商業施設としては地下1階から5階までである。地下1階は飲食店、地上1階から2階は小売店、3階は医院やエステティックサロンが多く入居しており、4階と5階は駐車場になっている。
隣接するセンタープラザやセンタープラザ西館と合わせてさんセンタープラザと呼称することもある。なお、運営会社の名称は株式会社神戸サンセンタープラザ（サンが片仮名）なので注意を要する。
所在場所は従前は第2次大戦後、闇市で通称「じゃんじゃん市場」があったJR三ノ宮駅南側とセンター街をはさむ地域である。1966年（昭和41年）神戸市三宮市街地改造事業で計画決定され、1970年（昭和45年）に竣工した。
開業当初は10階建てであったが、阪神・淡路大震災で8階部分が圧壊したため、7階から10階を解体撤去する減築工事を行った。それ以来は地上5階＋地下1階で営業している。なお、6階は震災当時のまま放置されている。

## フロア構成
| 階          | フロア構成         |
| ----------- | ------------------ |
| 6階         | （閉鎖）           |
| 5階         | 駐車場             |
| 4階         | 駐車場             |
| 3階         | クリニック・エステ |
| 2階         | 小売店             |
| 1階         | 小売店             |
| 地下1階     | 飲食店             |
| 地下2階以下 | （不明）           |